# Уинн, Деклан
Де́клан Те́рренс Уи́нн (англ. Deklan Terrence Wynne; 20 марта 1995, Йоханнесбург, Гаутенг, ЮАР) — новозеландский футболист англоафриканского происхождения, левый защитник клуба «Чарлстон Бэттери» и сборной Новой Зеландии.

## Биография

### Ранние годы
Уинн родился в Йоханнесбурге, ЮАР, и в возрасте 14 лет в январе 2010 года переехал в Окленд в Новой Зеландии.

### Клубная карьера
С 2013 года Уинн выступал за клуб национального чемпионата Новой Зеландии «Уондерерс СК», перейдя туда из юношеского состава клуба местной региональной лиги «Ист Кост Бэйс». В «Уондерерс» он являлся игроком основного состава, отыграв за два сезона 26 матчей без замен.
13 августа 2015 года Уинн был подписан канадским клубом «Уайткэпс 2», фарм-клубом клуба MLS «Ванкувер Уайткэпс». Несколько дней спустя, 16 августа в матче против «Портленд Тимберс 2» он дебютировал в United Soccer League. 8 апреля 2017 года Деклан забил свой первый гол в профессиональной карьере, став автором первого из трёх безответных мячей в ворота «Сиэтл Саундерс 2».
23 мая 2017 года Уинн впервые сыграл за основную команду «Ванкувер Уайткэпс», в полуфинальном матче Первенства Канады против «Монреаль Импакт» он заменил на 71-й минуте Алфонсо Дейвиса.
21 декабря 2017 года «Ванкувер Уайткэпс» обменял Уинна в «Колорадо Рэпидз» на $100 тыс. распределительных средств. Его дебют за «Колорадо» состоялся в первом матче 1/8 финала Лиги чемпионов КОНКАКАФ 2018 против «Торонто» 20 февраля. В MLS он дебютировал 10 марта 2018 года в матче против «Нью-Инглэнд Революшн». По окончании сезона 2020 «Колорадо Рэпидз» не стал продлевать контракт с Уинном.
14 января 2021 года Уинн подписал контракт с клубом Чемпионшипа ЮСЛ «Финикс Райзинг».
1 июля 2021 года Уинн отправился в аренду в клуб «ОКС Энерджи». Дебютировал за «Энерджи» 24 июля в матче против «Спортинга Канзас-Сити II».
28 января 2022 года Уинн подписал контракт с новичком Чемпионшипа ЮСЛ, клубом «Детройт Сити». 12 марта сыграл в матче стартового тура сезона 2022 против «Сан-Антонио», ставшем для «Детройт Сити» дебютом в Чемпионшипе ЮСЛ. 23 апреля в матче против «Хартфорд Атлетик» забил свой первый гол за «Детройт Сити».
3 января 2023 года Уинн подписал многолетний контракт с клубом «Чарлстон Бэттери». Дебютировал за «Бэттери» 11 марта в матче стартового тура сезона 2023 против «Финикс Райзинг».

### Международная карьера
За национальную сборную Новой Зеландии Уинн дебютировал 14 ноября 2014 года в товарищеской игре со сборной Китая.
В составе молодёжной сборной Новой Зеландии Уинн участвовал в чемпионате мира среди молодёжных команд 2015 года, где сыграл во всех четырёх матчах сборной на турнире.
Летом 2015 года Уинн был в составе олимпийской сборной Новой Зеландии на футбольном турнире Тихоокеанских игр, являвшегося частью отбора на Олимпийские игры в Рио-де-Жанейро. Он принял участие в двух играх, завершившихся победами новозеландцев с одинаковым счётом 2:0 — в матче группового этапа против олимпийской сборной Соломоновых Островов и полуфинальном матче против олимпийской сборной Вануату. Однако после полуфинала Федерация футбола Вануату подала протест в Конфедерацию футбола Океании в связи с тем, что Уинн на тот момент по правилам ФИФА не имел права выступать за Новую Зеландию, так как он, как уроженец иностранного государства получивший гражданство после 18-летия и не имевший прямых предков, родившихся на территории страны, имел бы право на выступления за сборную только после пяти лет постоянного проживания. Протест был удовлетворён, и олимпийцам Новой Зеландии было засчитано техническое поражение, стоившее места в финале турнира, и соответственно возможности участия в Олимпийских играх. Футбольная ассоциация Новой Зеландии подала апелляцию, которая была отклонена. В январе 2016 года ФИФА удовлетворила прошение Футбольной ассоциации Новой Зеландии и разрешила Уинну выступать за новозеландскую сборную.
26 мая 2017 года Уинн был включён в заявку сборной Новой Зеландии для участия в Кубке конфедераций 2017. На турнире он сыграл в двух матчах: против России 17 июня и против Мексики 21 июня.

## Статистика выступлений

### Клубная
| Выступление                | Выступление              | Выступление      | Лига | Лига | Плей-офф | Плей-офф | Кубок | Кубок | Континент. | Континент. | Итого | Итого |
| Клуб                       | Лига                     | Сезон            | Игры | Голы | Игры     | Голы     | Игры  | Голы  | Игры       | Голы       | Игры  | Голы  |
| -------------------------- | ------------------------ | ---------------- | ---- | ---- | -------- | -------- | ----- | ----- | ---------- | ---------- | ----- | ----- |
| Уондерерс СК               | Чемпионат Новой Зеландии | 2013/14          | 14   | 0    | —        | —        | —     | —     | —          | —          | 14    | 0     |
| Уондерерс СК               | Чемпионат Новой Зеландии | 2014/15          | 12   | 0    | —        | —        | —     | —     | —          | —          | 12    | 0     |
| Уондерерс СК               | Итого                    | Итого            | 26   | 0    | —        | —        | —     | —     | —          | —          | 26    | 0     |
| Уайткэпс 2                 | USL                      | 2015             | 4    | 0    | —        | —        | —     | —     | —          | —          | 4     | 0     |
| Уайткэпс 2                 | USL                      | 2016             | 9    | 0    | 1        | 0        | —     | —     | —          | —          | 10    | 0     |
| Уайткэпс 2                 | USL                      | 2017             | 20   | 2    | —        | —        | —     | —     | —          | —          | 20    | 2     |
| Уайткэпс 2                 | Итого                    | Итого            | 33   | 2    | 1        | 0        | —     | —     | —          | —          | 34    | 2     |
| Ванкувер Уайткэпс (аренда) | MLS                      | 2017             | —    | —    | —        | —        | 1     | 0     | —          | —          | 1     | 0     |
| Ванкувер Уайткэпс (аренда) | Итого                    | Итого            | —    | —    | —        | —        | 1     | 0     | —          | —          | 1     | 0     |
| Колорадо Рэпидз            | MLS                      | 2018             | 25   | 0    | —        | —        | 1     | 0     | 2          | 0          | 28    | 0     |
| Колорадо Рэпидз            | MLS                      | 2019             | 11   | 0    | —        | —        | 0     | 0     | —          | —          | 11    | 0     |
| Колорадо Рэпидз            | MLS                      | 2020             | 0    | 0    | 0        | 0        | —     | —     | —          | —          | 0     | 0     |
| Колорадо Рэпидз            | Итого                    | Итого            | 36   | 0    | 0        | 0        | 1     | 0     | 2          | 0          | 39    | 0     |
| Финикс Райзинг             | USLC                     | 2021             | 0    | 0    | —        | —        | —     | —     | —          | —          | 0     | 0     |
| Финикс Райзинг             | Итого                    | Итого            | 0    | 0    | —        | —        | —     | —     | —          | —          | 0     | 0     |
| ОКС Энерджи (аренда)       | USLC                     | 2021             | 14   | 0    | —        | —        | —     | —     | —          | —          | 14    | 0     |
| ОКС Энерджи (аренда)       | Итого                    | Итого            | 14   | 0    | —        | —        | —     | —     | —          | —          | 14    | 0     |
| Детройт Сити               | USLC                     | 2022             | 32   | 3    | 1        | 0        | 3     | 0     | —          | —          | 36    | 3     |
| Детройт Сити               | Итого                    | Итого            | 32   | 3    | 1        | 0        | 3     | 0     | —          | —          | 36    | 3     |
| Чарлстон Бэттери           | USLC                     | 2023             | 21   | 0    | —        | —        | 3     | 0     | —          | —          | 24    | 0     |
| Чарлстон Бэттери           | Итого                    | Итого            | 21   | 0    | —        | —        | 3     | 0     | —          | —          | 24    | 0     |
| Всего за карьеру           | Всего за карьеру         | Всего за карьеру | 162  | 5    | 2        | 0        | 8     | 0     | 2          | 0          | 174   | 5     |

### Международная
| Команда        | Год   | Игры | Голы |
| -------------- | ----- | ---- | ---- |
| Новая Зеландия |       |      |      |
| 2014           | 2     | 0    |      |
| 2015           | 1     | 0    |      |
| 2016           | 3     | 0    |      |
| 2017           | 9     | 0    |      |
| 2022           | 1     | 0    |      |
| Всего          | Всего | 16   | 0    |